# Histasp
 Ovo je glavno značenje pojma Histasp. Za druga značenja pogledajte Histasp (razdvojba).
Histasp (prije 565. – 495. pr. Kr.) je bio otac velikog kralja Darija I. Velikog, vladara Ahemenidskog Perzijskog Carstva. Histasp se spominje u nekoliko perzijskih i grčkih povijesnih dokumenata.

## Povijesni izvori
Godina Histaspova rođenja pretpostavlja se prema ostalim povijesnim ličnostima, poput njegova najstarijeg sina Darija I. Velikog koji je rođen 550. pr. Kr. Budući kako se smatra da je prilikom njegova rođenja Histasp bio stariji od 15 godina, pretpostavlja se kako je rođen prije 565. pr. Kr. Histasp je bio brat Farnaka I. odnosno sin Arsama koji je vladao Parsumašom, jednim od dva perzijska kraljevstva koja su se ujedinila tijekom Histaspova života. Prema grčkom povjesničaru Herodotu, Histasp je imao još tri sina: Artabana, Artaferna i Artana, te najmanje tri kćeri koje su se udale za Otana, Gobriasa, te druge perzijske plemiće.
Histaspova supruga zvala se Rodoguna.

## Politički život
Prema Herodotu, Histasp se u doba vladavine Kira Velikog borio u perzijskoj vojsci protiv nomadskih Skita u Središnjoj Aziji. Nakon smrti Kira Velikog 530. pr. Kr., na perzijski tron došao je Kirov sin Kambiz II. koji je imenovao Histaspa satrapom pokrajine Partije. Histasp je odigrao važnu ulogu prilikom građanskog rata 522. pr. Kr. o čemu svjedoči Herodotova djela i Behistunski natpisi.
U ožujku 522. pr. Kr. medijski svećenik Gaumata došao je na perzijski tron predstavljajući se kao Kambizov brat Smerdis, kojeg je navodno Kambiz II. otprije dao tajno pogubiti. Kambiz, koji je istodobno vodio vojne pohode u Egiptu krenuo se obračunati s uzurpatorom, no prilikom povratka u Perziju je umro od nepoznatih razloga, zbog čega je Gaumata nesmetano nastavio vladati Perzijskim Carstvom.
Otan, brat Kambizove i Smerdisove majke, uočio je Gaumatinu prijevaru pa je zajedno s Hidarnom Starijim, Intafrenom i Megabizom I. pokrenuo zavjeru protiv lažnog velikog kralja. Samo nekoliko mjeseci nakon dolaska na vlast, Gaumata je ubijen a na tron je postavljen Histaspov sin Darije I., čiju su vladavinu priznale sve perzijske satrapije uključujući i Babiloniju koja je prethodno podigla ustanak. Odmah nakon dolaska na vlast, Darije Veliki reorganizirao je Perzijsko Carstvo te pokrenuo brojne graditeljske projekte (npr. Perzepolis) zbog čega se pamti kao jedan od najvećih vladara ahemenidske dinastije.
Nakon dolaska Darija Velikog na vlast, o Histaspovom životu se zna vrlo malo. Pretpostavlja se kako je za vrijeme Darijevih pohoda u Egiptu i protiv Skita Histasp vladao kao namjesnik u Perziji. Zadnji dokumenti koji spominju Histaspa su Darijevi zapisi iz Suze, pa se pretpostavlja kako je umro oko 520. pr. Kr. Prema povjesničaru Kteziju, Histasp je posjetio grobnicu Darija Velikog u Nakš-e Rustamu što znači kako je nadživio vlastita sina, odnosno umro u dobi od oko 70 godina (oko 495. pr. Kr.), dok je njegov mlađi brat Farnak I. preminuo dvije godine ranije. Ipak, pouzdanost Ktezijevih tekstova je upitna, posebice zato što su i Darije I. i njegov sin Kserkso imali sinove koji su se također zvali Histasp.

## Poveznice
- Perzijsko Carstvo
- Ahemenidska dinastija
- Darije I. Veliki

## Vanjske poveznice
- Histasp (Livius.org)  Arhivirana inačica izvorne stranice od 26. veljače 2009. (Wayback Machine)
- Histasp (Histaspes), AncientLibrary.com